# Fase final da Copa Libertadores da América de 2013
A fase final da Copa Libertadores da América de 2013 compreendeu as disputas de oitavas de final, quartas de final, semifinais e final. As equipes se enfrentaram em jogos eliminatórios de ida e volta em cada fase, e a que somasse mais pontos se classificaria a fase seguinte.

## Critérios de desempate
Se em um cruzamento as determinadas equipes igualassem em pontos, o primeiro critério de desempate seria o saldo de gols. Caso empatassem no saldo, o gol marcado na casa do adversário entraria em consideração. Persistindo o empate, a vaga seria decidida em disputa por pênaltis.

## Classificação geral
Para determinar todos os cruzamentos da fase final, foi levado em conta o desempenho das equipes na segunda fase. As equipes que finalizaram em primeiro lugar nos grupos dividiram-se de 1º a 8º e as equipes que se classificaram em segundo lugar nos grupos, de 9º a 16º. A melhor equipe enfrentou a 16ª, a 2ª contra a 15ª, e assim sucessivamente.
| Pos. | Primeiros dos grupos | Pts | SG | GP |
| ---- | -------------------- | --- | -- | -- |
| 1    | Atlético Mineiro     | 15  | +7 | 16 |
| 2    | Santa Fe             | 14  | +5 | 9  |
| 3    | Olimpia              | 13  | +9 | 16 |
| 4    | Corinthians          | 13  | +8 | 10 |
| 5    | Vélez Sarsfield      | 13  | +7 | 10 |
| 6    | Fluminense           | 11  | 0  | 5  |
| 7    | Nacional             | 10  | +4 | 10 |
| 8    | Palmeiras            | 9   | 0  | 5  |

| Pos. | Segundos dos grupos | Pts | SG | GP |
| ---- | ------------------- | --- | -- | -- |
| 9    | Tijuana             | 13  | +4 | 8  |
| 10   | Real Garcilaso      | 10  | +1 | 8  |
| 11   | Emelec              | 10  | +1 | 5  |
| 12   | Newell's Old Boys   | 9   | +1 | 11 |
| 13   | Boca Juniors        | 9   | 0  | 7  |
| 14   | Tigre               | 9   | –1 | 9  |
| 15   | Grêmio              | 8   | +4 | 10 |
| 16   | São Paulo           | 7   | 0  | 8  |

## Oitavas de final
| Chave | Equipe 1         | Total       | Equipe 2          | Ida | Volta |
| ----- | ---------------- | ----------- | ----------------- | --- | ----- |
| A     | Atlético Mineiro | 6–2         | São Paulo         | 2–1 | 4–1   |
| B     | Santa Fe         | 2–2 (gf)    | Grêmio            | 1–2 | 1–0   |
| C     | Olimpia          | 3–2         | Tigre             | 1–2 | 2–0   |
| D     | Corinthians      | 1–2         | Boca Juniors      | 0–1 | 1–1   |
| E     | Vélez Sarsfield  | 2–2 (gf)    | Newell's Old Boys | 1–0 | 1–2   |
| F     | Fluminense       | 3–2         | Emelec            | 1–2 | 2–0   |
| G     | Nacional         | 1–1 (1–4 p) | Real Garcilaso    | 0–1 | 1–0   |
| H     | Palmeiras        | 1–2         | Tijuana           | 0–0 | 1–2   |

### Chave A
| 2 de maio     | São Paulo | 1 − 2     | Atlético Mineiro                    | Estádio do Morumbi, São Paulo |
| 20:15 (UTC-3) | Jádson 8' | Relatório | Ronaldinho 42' · Diego Tardelli 60' | Árbitro: PAR Antonio Arias    |

| 8 de maio     | Atlético Mineiro                      | 4 − 1     | São Paulo        | Estádio Independência, Belo Horizonte |
| 22:00 (UTC-3) | Jô 17', 58', 65' · Diego Tardelli 60' | Relatório | Luís Fabiano 72' | Árbitro: URU Roberto Silvera          |

### Chave B
| 1 de maio     | Grêmio                    | 2 − 1     | Santa Fe        | Arena do Grêmio, Porto Alegre |
| 19:30 (UTC-3) | Vargas 27' · Fernando 80' | Relatório | Pérez 54' (pen) | Árbitro: ARG Patricio Loustau |

| 16 de maio    | Santa Fe   | 1 − 0     | Grêmio | Estádio El Campín, Bogotá    |
| 20:30 (UTC-5) | Medina 79' | Relatório |        | Árbitro: URU Roberto Silvera |

### Chave C
| 30 de abril   | Tigre                          | 2 − 1     | Olimpia     | Estádio José Dellagiovanna, Victoria |
| 20:15 (UTC-3) | Peñalba 26' · Pérez García 63' | Relatório | Miranda 77' | Árbitro: ECU Omar Ponce              |

| 16 de maio    | Olimpia                            | 2 − 0     | Tigre | Estádio Defensores del Chaco, Assunção |
| 19:00 (UTC-4) | Bareiro 51' · Paparatto 64' (g.c.) | Relatório |       | Árbitro: URU Darío Ubriaco             |

### Chave D
| 1 de maio     | Boca Juniors | 1 − 0     | Corinthians | Estádio La Bombonera, Buenos Aires |
| 21:50 (UTC-3) | Blandi 58'   | Relatório |             | Árbitro: CHI Enrique Osses         |

| 15 de maio    | Corinthians  | 1 − 1     | Boca Juniors | Estádio do Pacaembu, São Paulo |
| 22:00 (UTC-3) | Paulinho 50' | Relatório | Riquelme 25' | Árbitro: PAR Carlos Amarilla   |

### Chave E
| 24 de abril   | Newell's Old Boys | 0 − 1     | Vélez Sarsfield | Estádio Marcelo Bielsa, Rosário |
| 21:15 (UTC-3) |                   | Relatório | Allione 63'     | Árbitro: ARG Diego Abal         |

| 15 de maio    | Vélez Sarsfield | 1 − 2     | Newell's Old Boys     | Estádio José Amalfitani, Buenos Aires |
| 19:15 (UTC-3) | Ferreyra 81'    | Relatório | Casco 3' · Scocco 40' | Árbitro: ARG Néstor Pitana            |

### Chave F
| 2 de maio     | Emelec                                        | 2 − 1     | Fluminense | Estádio George Capwell, Guaiaquil |
| 20:30 (UTC-5) | Leandro Euzébio 32' (g.c.) · Gaibor 86' (pen) | Relatório | Wagner 43' | Árbitro: COL Wilmar Roldán        |

| 8 de maio     | Fluminense               | 2 − 0     | Emelec | Estádio São Januário, Rio de Janeiro |
| 22:00 (UTC-3) | Fred 28' · Carlinhos 85' | Relatório |        | Árbitro: PER Víctor Carrillo         |

### Chave G
| 25 de abril   | Real Garcilaso | 1 − 0     | Nacional | Estádio Inca Garcilaso de la Vega, Cusco |
| 20:15 (UTC-5) | Bogado 35'     | Relatório |          | Árbitro: BRA Marcelo Henrique            |

| 9 de maio     | Nacional  | 1 − 0     | Real Garcilaso | Estádio Centenario, Montevidéu |
| 21:15 (UTC-3) | Bueno 55' | Relatório |                | Árbitro: PAR Carlos Amarilla   |

|                         |       | Penalidades                    |  |
| Recoba Romero Arismendi | 1 – 4 | Ramos Ferreira Vildoso Gamarra |  |

### Chave H
| 30 de abril   | Tijuana | 0 − 0     | Palmeiras | Estádio Caliente, Tijuana   |
| 18:30 (UTC-7) |         | Relatório |           | Árbitro: URU Martín Vázquez |

| 14 de maio    | Palmeiras       | 1 − 2     | Tijuana                | Estádio do Pacaembu, São Paulo |
| 22:00 (UTC-3) | Souza 61' (pen) | Relatório | Riascos 26' · Arce 51' | Árbitro: VEN Juan Soto         |

## Quartas de final
| Chave | Equipe 1          | Total        | Equipe 2       | Ida | Volta |
| ----- | ----------------- | ------------ | -------------- | --- | ----- |
| S1    | Atlético Mineiro  | 3–3 (gf)     | Tijuana        | 2–2 | 1–1   |
| S2    | Santa Fe          | 5–1          | Real Garcilaso | 3–1 | 2–0   |
| S3    | Olimpia           | 2–1          | Fluminense     | 0–0 | 2–1   |
| S4    | Newell's Old Boys | 0–0 (10–9 p) | Boca Juniors   | 0–0 | 0–0   |

### Chave S1
| 23 de maio    | Tijuana                    | 2 − 2     | Atlético Mineiro                | Estádio Caliente, Tijuana  |
| 17:30 (UTC-7) | Riascos 32' · Martínez 53' | Relatório | Diego Tardelli 66' · Luan 90+2' | Árbitro: COL José Buitrago |

| 30 de maio    | Atlético Mineiro | 1 − 1     | Tijuana     | Estádio Independência, Belo Horizonte |
| 22:00 (UTC-3) | Réver 40'        | Relatório | Riascos 25' | Árbitro: CHI Patricio Polic           |

### Chave S2
| 22 de maio    | Real Garcilaso | 1 − 3     | Santa Fe                          | Estádio Inca Garcilaso de la Vega, Cusco |
| 17:45 (UTC-5) | Ramúa 63'      | Relatório | Meza 19' · Medina 22' · Cuero 53' | Árbitro: BRA Leandro Vuaden              |

| 28 de maio    | Santa Fe                | 2 − 0     | Real Garcilaso | Estádio El Campín, Bogotá |
| 20:00 (UTC-5) | Cuero 6' · Valencia 65' | Relatório |                | Árbitro: ECU Diego Lara   |

### Chave S3
| 22 de maio    | Fluminense | 0 − 0     | Olimpia | Estádio São Januário, Rio de Janeiro |
| 22:00 (UTC-3) |            | Relatório |         | Árbitro: URU Roberto Silvera         |

| 29 de maio    | Olimpia                  | 2 − 1     | Fluminense | Estádio Defensores del Chaco, Assunção |
| 21:00 (UTC-4) | Salgueiro 34', 40' (pen) | Relatório | Rhayner 9' | Árbitro: URU Daniel Fedorczuk          |

### Chave S4
| 23 de maio    | Boca Juniors | 0 − 0     | Newell's Old Boys | Estádio La Bombonera, Buenos Aires |
| 21:30 (UTC-3) |              | Relatório |                   | Árbitro: ARG Mauro Vigliano        |

| 29 de maio    | Newell's Old Boys | 0 − 0     | Boca Juniors | Estádio Marcelo Bielsa, Rosário |
| 19:30 (UTC-3) |                   | Relatório |              | Árbitro: ARG Germán Delfino     |

| |        | Penalidades                                                                                          |  |
| Scocco Vergini M. Rodríguez Cáceres Urruti Casco Tonso Bernardi Orzán Guzmán Scocco Vergini M. Rodríguez | 10 – 9 | Riquelme Pérez Martínez Somoza Caruzzo Orión R. Rodríguez Erbes Zárate Marín Riquelme Pérez Martínez |  |

## Semifinais
Se dois times do mesmo país alcançassem às semifinais, os confrontos seriam alterados de forma a esses dois times se enfrentarem nessa fase, modificando os cruzamentos pré-determinados.
| Chave | Equipe 1         | Total       | Equipe 2          | Ida | Volta |
| ----- | ---------------- | ----------- | ----------------- | --- | ----- |
| F1    | Atlético Mineiro | 2–2 (3–2 p) | Newell's Old Boys | 0–2 | 2–0   |
| F2    | Santa Fe         | 1–2         | Olimpia           | 0–2 | 1–0   |

### Chave F1
| 3 de julho    | Newell's Old Boys             | 2 − 0     | Atlético Mineiro | Estádio Marcelo Bielsa, Rosário |
| 21:50 (UTC-3) | M. Rodríguez 61' · Scocco 80' | Relatório |                  | Árbitro: CHI Enrique Osses      |

| 10 de julho   | Atlético Mineiro             | 2 − 0     | Newell's Old Boys | Estádio Independência, Belo Horizonte |
| 21:50 (UTC-3) | Bernard 2' · Guilherme 90+5' | Relatório |                   | Árbitro: URU Roberto Silvera          |

|                                                |       | Penalidades                               |  |
| Alecsandro Guilherme Jô Richarlyson Ronaldinho | 3 – 2 | Scocco Vergini Casco Cruzado M. Rodríguez |  |

### Chave F2
| 2 de julho    | Olimpia                          | 2 − 0     | Santa Fe | Estádio Defensores del Chaco, Assunção |
| 20:50 (UTC-4) | Miranda 65' (pen) · Ferreyra 80' | Relatório |          | Árbitro: BRA Héber Lopes               |

| 9 de julho    | Santa Fe   | 1 − 0     | Olimpia | Estádio El Campín, Bogotá   |
| 19:50 (UTC-4) | Medina 75' | Relatório |         | Árbitro: URU Martín Vázquez |

## Final
O campeão da Copa Libertadores 2013 garantiu o direito de participar da Copa do Mundo de Clubes da FIFA de 2013 no Marrocos, a exceção dos clubes mexicanos que se classificam através da Liga dos Campeões da CONCACAF.
Além do Mundial de Clubes, o campeão adquiriu o direito de participar da Recopa Sul-Americana de 2014, contra o campeão da Copa Sul-Americana de 2013.
| Equipe 1 | Total       | Equipe 2         | Ida | Volta |
| -------- | ----------- | ---------------- | --- | ----- |
| Olimpia  | 2–2 (3–4 p) | Atlético Mineiro | 2–0 | 0–2   |

| 17 de julho   | Olimpia                   | 2 – 0     | Atlético Mineiro | Estádio Defensores del Chaco, Assunção |
| 20:50 (UTC-4) | Silva 22' · Pittoni 90+3' | Relatório |                  | Árbitro: ARG Néstor Pitana             |

| 24 de julho   | Atlético Mineiro            | 2 – 0 (pro) | Olimpia | Estádio Mineirão, Belo Horizonte |
| 21:50 (UTC-3) | Jô 46' · Leonardo Silva 86' | Relatório   |         | Árbitro: COL Wilmar Roldán       |

|                                        |       | Penalidades                            |  |
| Alecsandro Guilherme Jô Leonardo Silva | 4 – 3 | Miranda Ferreyra Candia Aranda Giménez |  |